# Museo de Bellas Artes de Valencia
El Museo de Bellas Artes de Valencia (en valenciano, Museu de Belles Arts de València) es un museo de titularidad estatal, gestionado por la Generalidad Valenciana. Por la importancia de sus colecciones, es uno de los primeros museos de pintura de España, siendo un claro referente en cuanto a maestros valencianos antiguos. Es de relevancia internacional su colección de tablas góticas valencianas de los siglos XIV y XV, si bien algunas de sus joyas más conocidas son el Autorretrato de Velázquez  y dos obras de maestros italianos: un retablo completo de Gherardo Starnina y una Virgen con el Niño y donante de Pinturicchio.

## Historia
En 1913, mediante un real decreto de 24 de julio, el Museo queda desligado oficialmente de la Real Academia de Bellas Artes de San Carlos, convirtiéndose desde entonces en una institución autónoma dependiente del Estado y regida por un Patronato.
Durante la Guerra Civil el Museo, por aquel entonces situado en el antiguo convento del Carmen Calzado, fue desmontado y usado como almacén del Tesoro Artístico, y se trasladaron parte de sus fondos a Madrid y fueron depositados en el Museo del Prado.
D. Manuel González Martí, director del Museo, una vez acabada la Guerra Civil gestionó la recuperación de estos fondos y encargó un informe el 5 de septiembre de 1939, que evaluase los daños sufridos por el edificio conventual durante la contienda con la intención de rehabilitarlo, no se llevó a cabo tomándose la decisión de trasladarlo entonces al Colegio Seminario de San Pío V

## El edificio

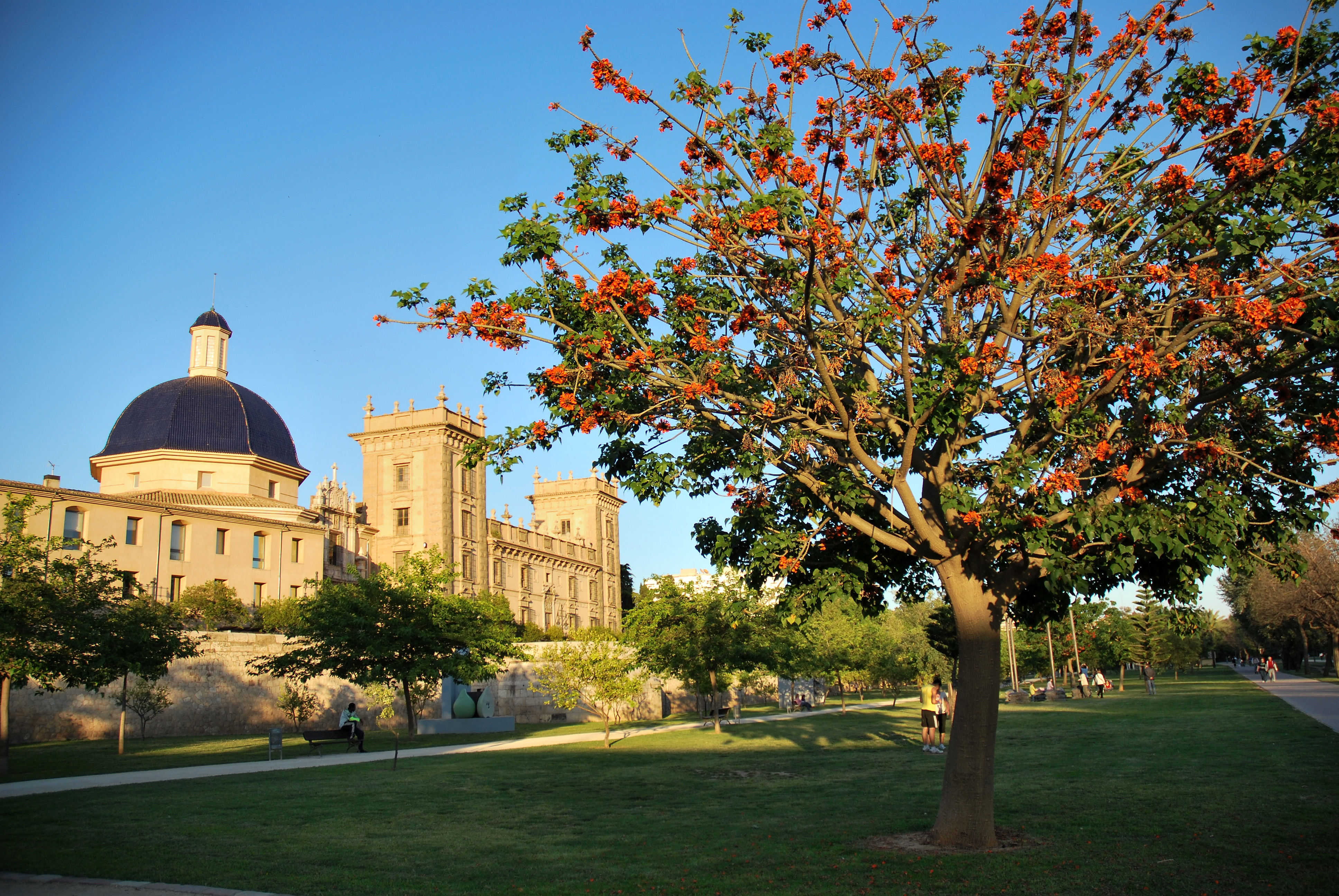
Vista del Museo desde el Jardín del Turia.

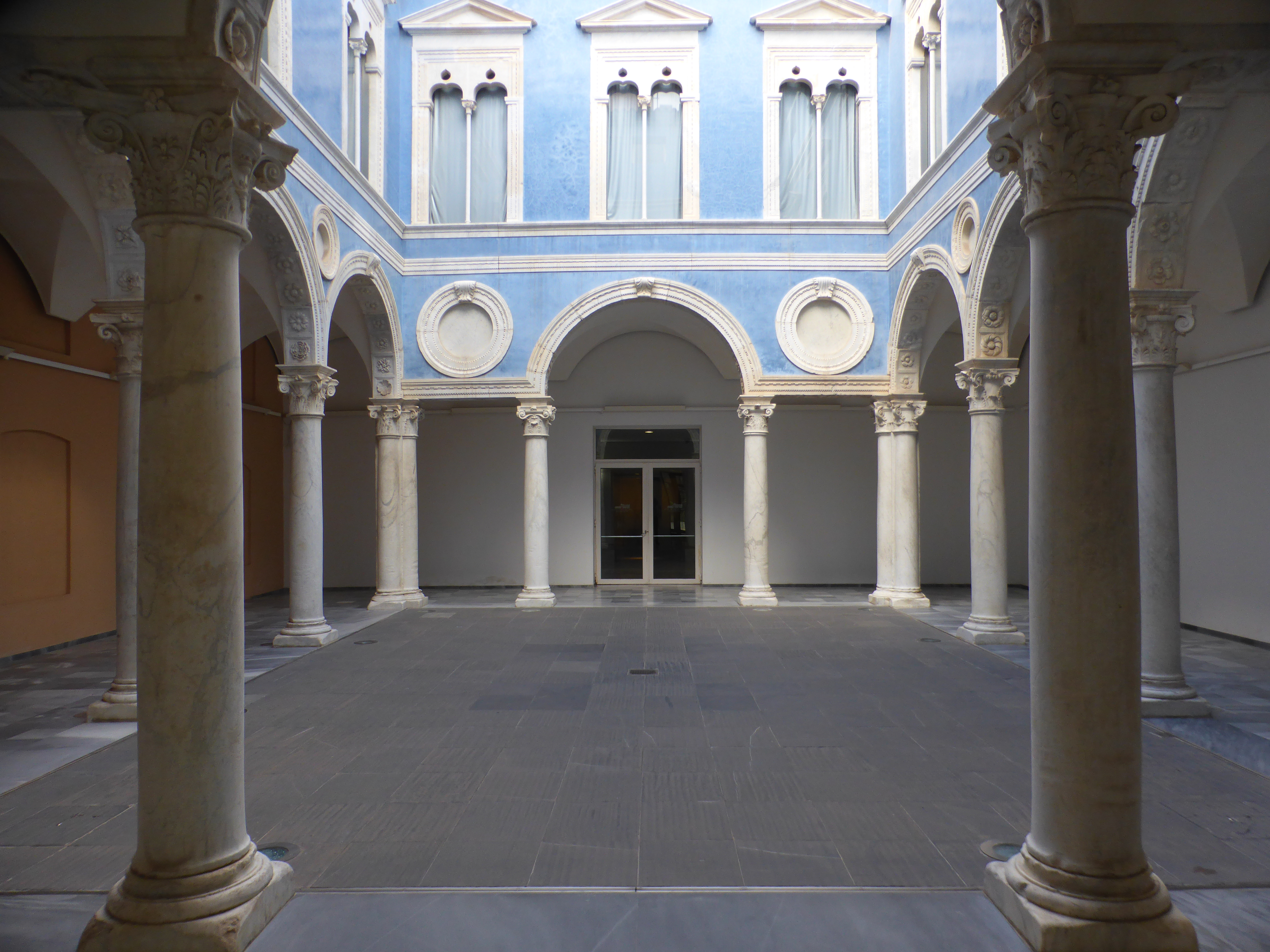
Patio renacentista del antiguo palacio del Embajador Vich.

El Colegio de San Pío V, actual sede del Museo de Bellas Artes de Valencia, fue fundado por el Arzobispo Juan Tomás de Rocabertí para formación de sacerdotes. Proyectado por Juan Pérez Castiel en 1683, su ejecución se demoró hasta bien entrado el siglo XVIII. Está compuesto por dos partes: el colegio y el templo. 
El colegio es de planta cuadrangular dispuesto alrededor de un claustro, sus dos torres en la fachada que se asoma al antiguo cauce del Turia le dan un cierto aspecto de alcázar, elemento frecuente entonces en los monasterios y en ciertos palacios de la ciudad. En dicha fachada destaca el almohadillado de las esquinas, en forma de puntas de diamante, los frontones alternados rectos y curvos que coronan las ventanas, las cornisas y los remates de jarrones y bolas. En el interior puede admirarse la rehabilitación del Patio del Embajador Vich, cuyas piezas de mármol de Génova habían sido custodiadas por la Academia de San Carlos, tras el derribo del palacio que lo albergaba en 1859, y fue reconstruido en este lugar en 2006.
El templo se adosa a este rectángulo con su planta octogonal y su gran cúpula de teja vidriada azul, reconstruida después de haber sido derribada en 1925. Es de destacar también su fachada, obra de José Mínguez con dos pisos, pilastras en resalte y un frontón curvilíneo que la remata, todo lo cual se sitúa en el paso del barroco al neoclasicismo. Entre 1820 y 1826 fue sede de la Beneficencia, y en 1835 pasó a depender del Estado, que lo dedicó a almacén de provisiones del ejército y, durante la Guerra Civil, a hospital militar. Tras el conflicto pasó a albergar el Museo de Bellas Artes de Valencia.

## Colección
El Museo de Bellas Artes de Valencia se caracteriza por su gran variedad y por permitir una correcta lectura, amplia y continua, de los movimientos y géneros de la pintura desde el siglo XIV hasta principios del siglo XX. 
De alguna manera refleja toda la fructífera cantera de artistas valencianos en diferentes periodos de la historia de la pintura, y en especial en:
- El gótico internacional, destacando nombres como Miquel Alcanyís, Antoni Peris, Pere Nicolau y Gonçal Peris.
- El renacimiento valenciano bajo la influencia del Quattrocento italiano, Leonardo da Vinci, Rafael, así como de Sebastiano del Piombo, destacando figuras como Vicent Macip, Yáñez de la Almedina o Joan de Joanes.
- Inicios del Barroco bajo la influencia de Caravaggio, destacando figuras como Francisco Ribalta, Pedro Orrente o Jerónimo Jacinto de Espinosa.
- El neoclasicismo, destacando figuras como Maella, Vergara, Palomino o Bonanat.
- Transición del siglo XIX al XX, bajo la influencia de las corrientes francesas desarrolladas en el siglo XIX, destacando figuras como Sorolla, Pinazo, Cecilio Pla, Fillol o Muñoz Degrain.

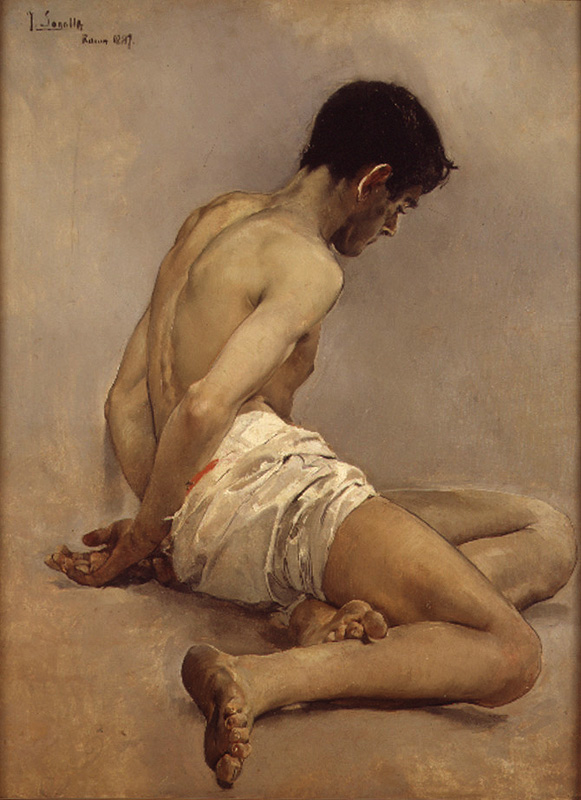
Estudio académico al natural, 1887, Joaquín Sorolla.

Del museo en su conjunto destaca sobre todo la extraordinaria colección de primitivos valencianos, representativos de la pintura gótica de estilo internacional, destacando las obras maestras de Gonçal Peris Sarrià. De la pintura hispana con influencia flamenca destaca la tabla La Virgen con el Niño (Virgen de la Leche) de Bartolomé Bermejo. De las obras del renacimiento, destaca la obra de Yáñez de la Almedina, Joan de Joanes y la obra del manierista Luis de Morales, del barroco destaca la obra de Diego Velázquez y de Tomás Yepes, de la transición al siglo XIX el conjunto de obras de Francisco de Goya, y por último del siglo XIX, las colecciones de Ignacio Pinazo, Joaquín Sorolla, Cecilio Plá y Antonio Muñoz Degrain, junto con la importante colección de paisajistas españoles del siglo XIX.

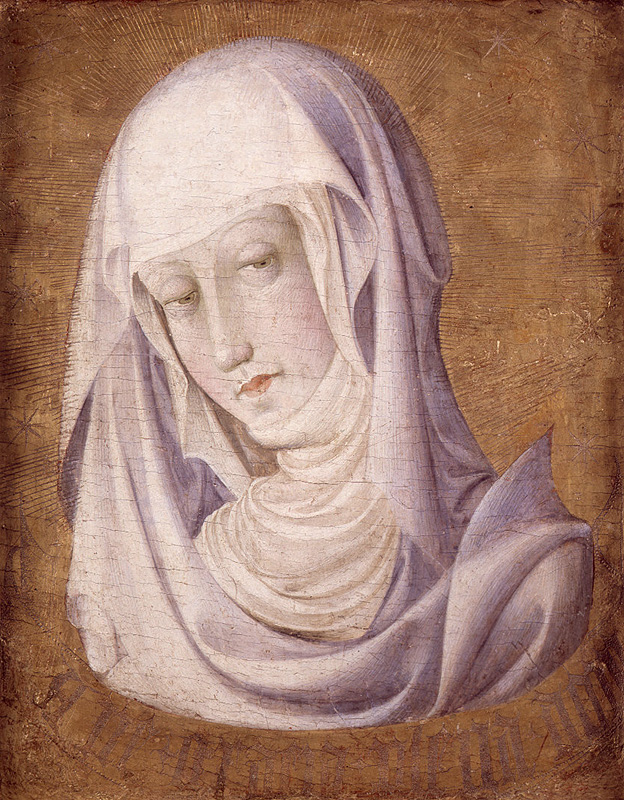
Verónica,. Gonçal Peris

Asimismo, este museo cuenta con rarezas, obras poco habituales, escasas o inexistentes en el resto de museos españoles, como el gótico internacional italiano representado en el museo por el retablo de Gherardo Starnina, una tabla atribuida a Cenni di Francesco di ser Cenni, y autores como San Pietro di San Simone, Antoniazzo Romano, Pinturicchio, Giampietrino, Diogo de Contreiras, Bartholomeus Spranger, Giovanni Baglione, Mario Minniti o una obra de la escasa producción de Juan de Pareja, lo que hace de este museo una colección de referencia para el estudio de la obra de estos pintores en España.

### El Trecento
Del trecento destaca la Coronación de María y los santos Pedro y Pablo, pequeña tabla de procedencia italiana del primer cuarto del siglo XIV adjudicada al pintor de San Pietro di San Simone.

### Gótico internacional

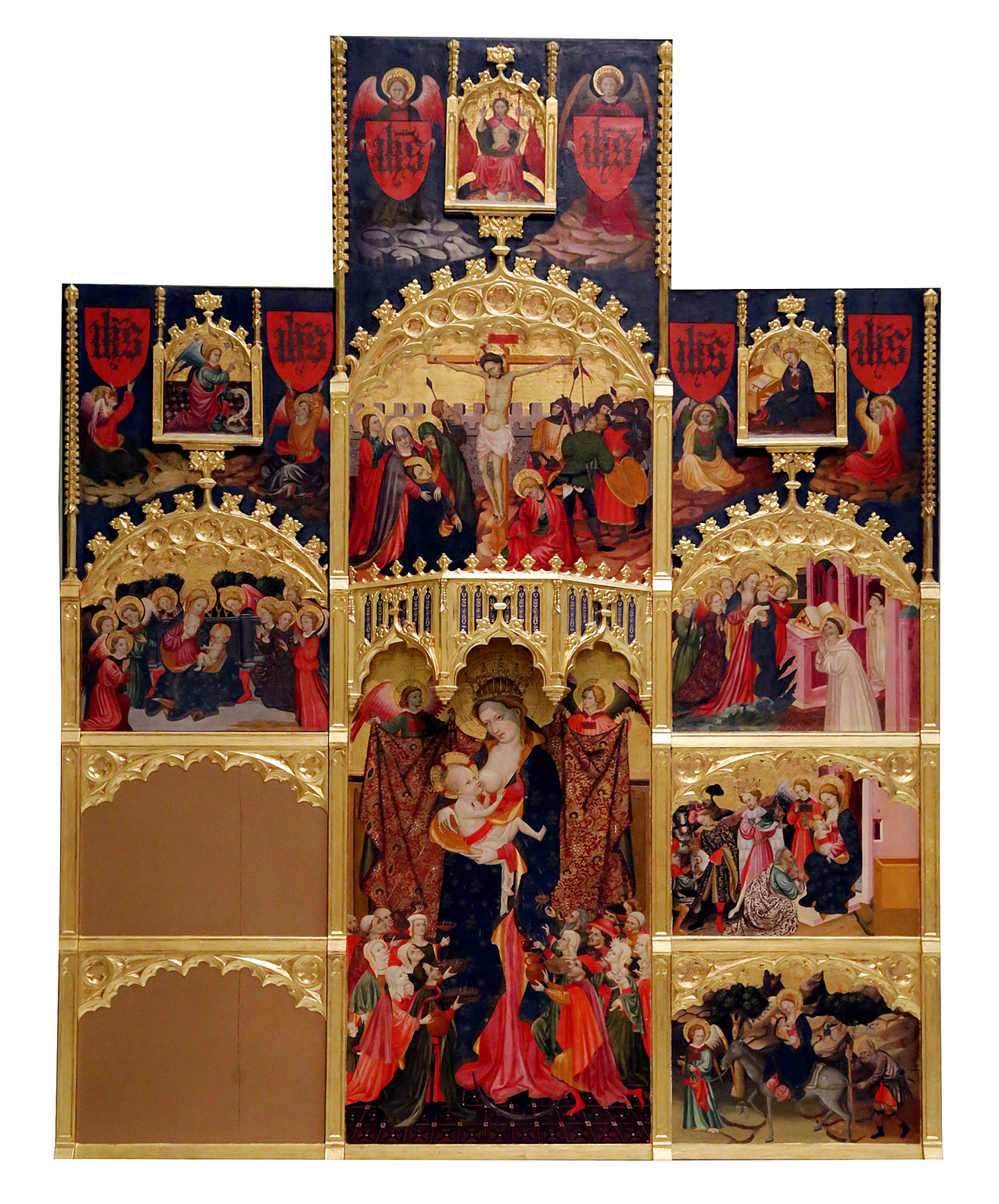
Retablo de la vida de la Virgen, 1410, Antoni Peris.

Las piezas de artistas valencianos de los siglos XIV y XV, que hacen que el Museo esté especializado en pintura gótica. Posiblemente la colección de tablas góticas de los pintores medievales llamados «primitivos valencianos» (siglo XIV-XV) es la que más renombre da al museo de Bellas Artes de Valencia, tanto por la calidad como por el completo discurso artístico.
La extensa colección de primitivos valencianos, son tablas góticas de los pintores medievales de la región, creadas desde finales del siglo XIV y todo el XV. Son retablos ya completos o fragmentos de ellos. La técnica empleada es al temple casi en exclusiva, procedimiento que estará vigente hasta bien entrado el siglo XV. Entre los autores foráneos, merece mención especial el italiano Gherardo Starnina, con un retablo completo fechable hacia 1400. También existen ejemplos representativos de la escuela flamenca, que fue introduciendo la técnica al óleo, que permite un colorido más denso y un manejo más dúctil.
Las pinturas valencianas más antiguas del Museo son las Escenas de la vida de San Lucas, cuatro tablas provenientes de la iglesia de San Juan del Mercado, del Maestro de Villahermosa (final XIV). A través de Lorenzo Zaragoza (Santa Catalina y San Francisco), el Reino de Valencia recibe tendencias pictóricas de Cataluña, vinculadas al arte italogótico (toscano y sienés del XIII, influido por el bizantino).

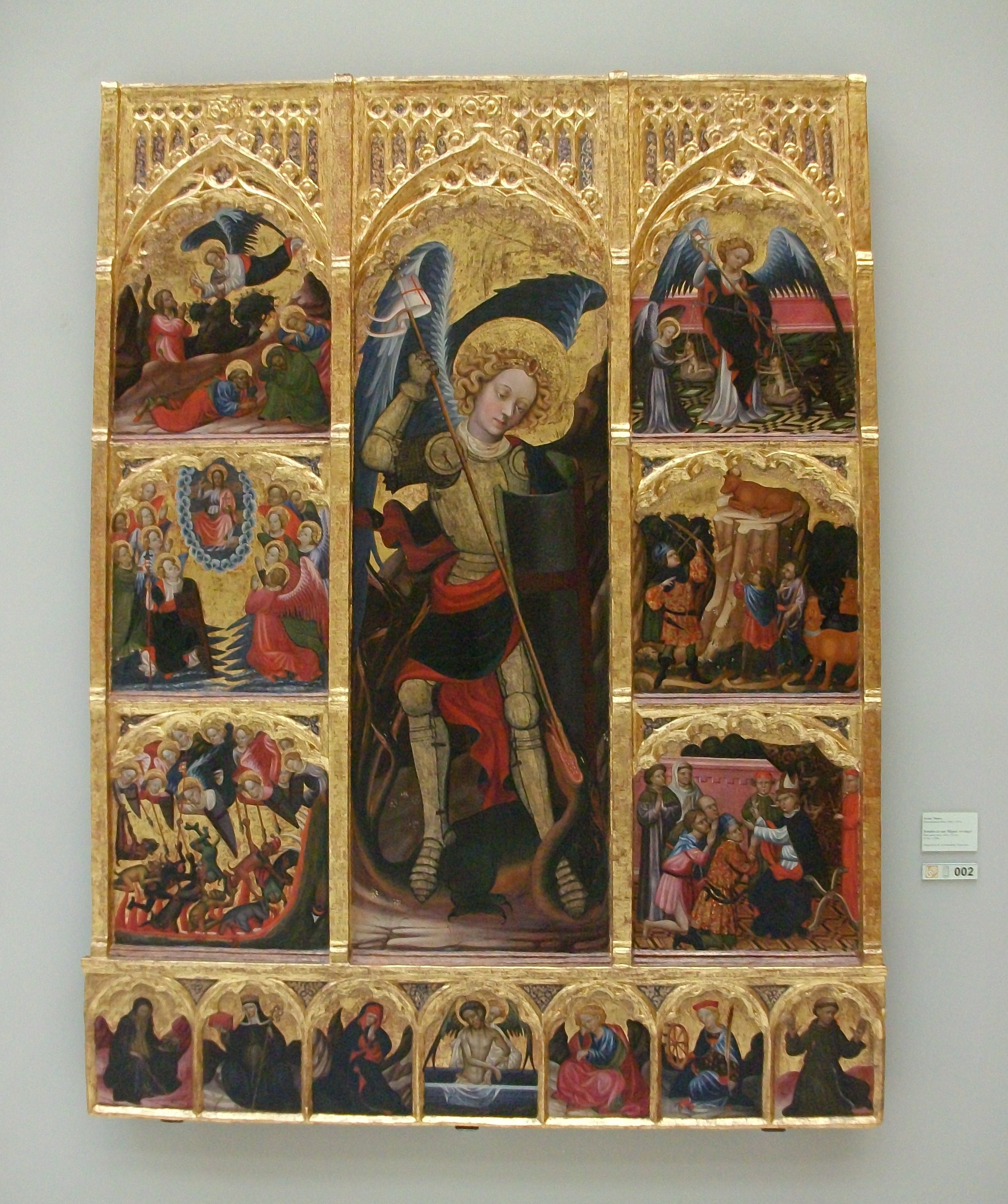
Retablo de San Miguel, 1420, Jaume Mateu.

A partir de 1400 los talleres autóctonos, con modelos propios, alcanzan la madurez de la pintura medieval valenciana, comparable al arte más bello y refinado de Europa. Durante el siglo XV se desarrollan dos estilos:
El gótico internacional, primera mitad del siglo XV, que fusiona diversas tendencias en un nuevo estilo de líneas sinuosas, de preciosismo refinado y detallista, como en el extraordinario Retablo de Fray Bonifacio Ferrer o de los Sacramentos (1398), obra de gran perfección técnica (atribuido a Gerardo Starnina). El Retablo de la Santa Cruz, de Miquel Alcanyís, obra maestra por su intenso dinamismo. El Retablo de San Martín, Santa Úrsula y San Antonio, de Gonçal Peris Sarrià, pintor elegante y de refinado trazo de líneas, cuadro más representativo del estilo internacional. También pintó la pequeña tabla bifaz de la Verónica de la Virgen y la Anunciación. Otro pintor de esta época es Pere Nicolau, también presente en el Museo con el retablo de los Gozos de la Virgen.

### Entre la tradición medieval, la influencia flamenca y el Quattrocento

#### Segunda mitad delsigloXV

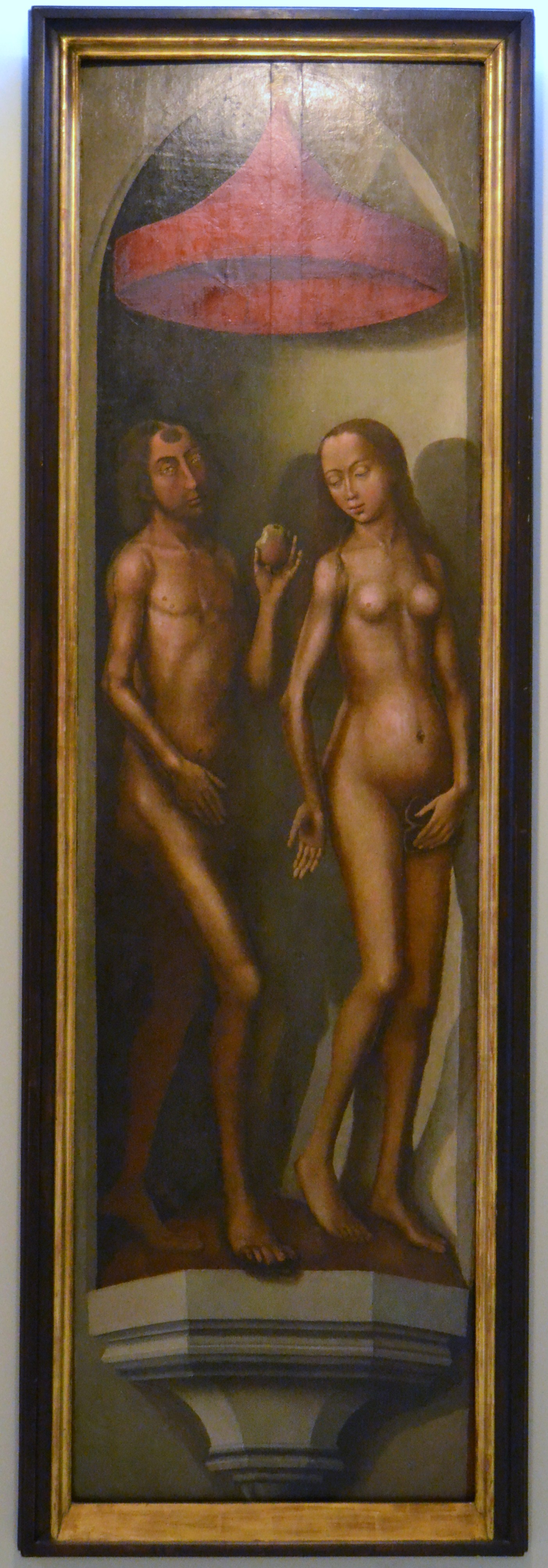
Tríptico Juicio Final, 1460, antiguamente atribuido a Vrancke van der Stockt.

El estilo flamenco es menos idealizado, y con mayor captación de la realidad cotidiana, pero aún con convencionalismos como el fondo dorado.
De la pintura flamenca, de los inicios de la segunda mitad del siglo XV, tras la influencia dejada por Jan van Eyck y Rogier van der Weyden, destaca las tablas anteriormente atribuidas a Vrancke van der Stockt así como una tabla bifaz con la representación de la Virgen Anunciada y Santa Isabel con San Juanito, de la mano de un seguidor de Hugo van der Goes.
Uno de los mayores exponentes de la pintura flamenca desarrollada en la península ibérica viene de la mano de Bartolomé Bermejo, de formación flamenca y activo en la Corona de Aragón, de él se conserva en el museo una de sus obras maestras "La Virgen de la Leche" de 1465.

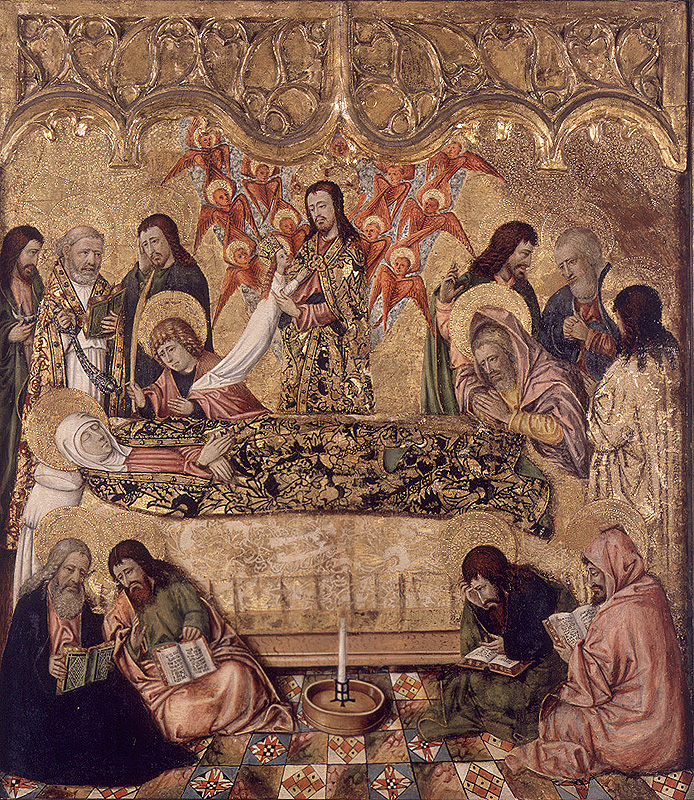
Tránsito, 1460. Juan Rexach.

De este periodo existieron en Valencia una serie de pintores con unas características bien definidas, pudiéndose denominar como protorrenacentistas, y que mezclaban elementos italianos con flamencos, destacan las obras del Maestro de Bonastre, Díptico de la Anunciación, con una técnica impecable y preciosista, o el más modesto Maestro de Altura, con una Santa Catalina a mitad camino entre el estilo internacional y flamenco. Jaume Baço, Jacomart, que antes de 1451 trabajó en Nápoles, tiene estilo protorrenacentista, de influencia flamenca y quatrocentista. Pintó la tabla de San Jaime y San Gil, donde continúa la concepción espacial e iconográfica medieval, pero con figuras más humanas. Joan Reixach pintó el Tránsito de la Virgen y la predela con escenas de la Pasión, donde huye del fondo áureo y hace un paisaje descriptivo, con escenas de la Pasión de Cristo. Asimismo, destacan las tablas de Domingo Ram, activo en Aragón, o Martí Torner, activo en Mallorca.

#### La transición entre elsigloXVyXVI
Destacan pintores activos en Valencia como Vicente Macip o pintores flamencos como Quentin Massys, así como representantes del último Quattrocento italiano como Antoniazzo Romano, Pinturicchio o Paolo de San Leocadio. Gracias a un acuerdo de comodato con la familia Guardans-Cambó, desde julio de 2021 se expone el Retrato de Michele Marullo Tarcaniota, uno de los poquísimos de Sandro Botticelli que quedan en manos privadas en todo el mundo. Asimismo, hay obras del Maestro de Perea, del Maestro de Artés, Maestro de Miraflores, Maestro de Onil, así como de Rodrigo y Francisco de Osona.
Otra obra a destacar es el Tríptico con escenas de la Pasión o Tríptico de los improperios, con una inscripción «Jheronimus . bosch» no autógrafa. Obra del taller o de un seguidor de El Bosco datada por la dendocronología entre 1520 y 1530, poco después de la muerte del maestro. Procedente de la colección de doña Mencía de Mendoza, se trata de un ejemplar completo del que se conocen otras copias o réplicas de solo la tabla central en el Monasterio de El Escorial, tenida por la versión original hasta fechas recientes, el Museo Lázaro Galdiano, el de Bellas Artes de Segovia y el convento de carmelitas de Salamanca.

#### El Renacimiento pleno
Destacan las obras de Hernando de los Llanos y Yáñez de la Almedina, así como de su discípulo Miguel Esteve, o pintores flamencos como  Pieter Coecke van Aelst o el Maestro del Papagayo. Asimismo, hay obras de Paolo de San Leocadio, Maestro de San Narciso, Nicolás Falcó o Maestro de Alcira. Destaca el retablo del Convento de la Puridad, con esculturas hechas por Onofre, Pablo y Damián Forment, el mayor exponente de su época de la escultura de la Corona de Aragón.

### El Manierismo

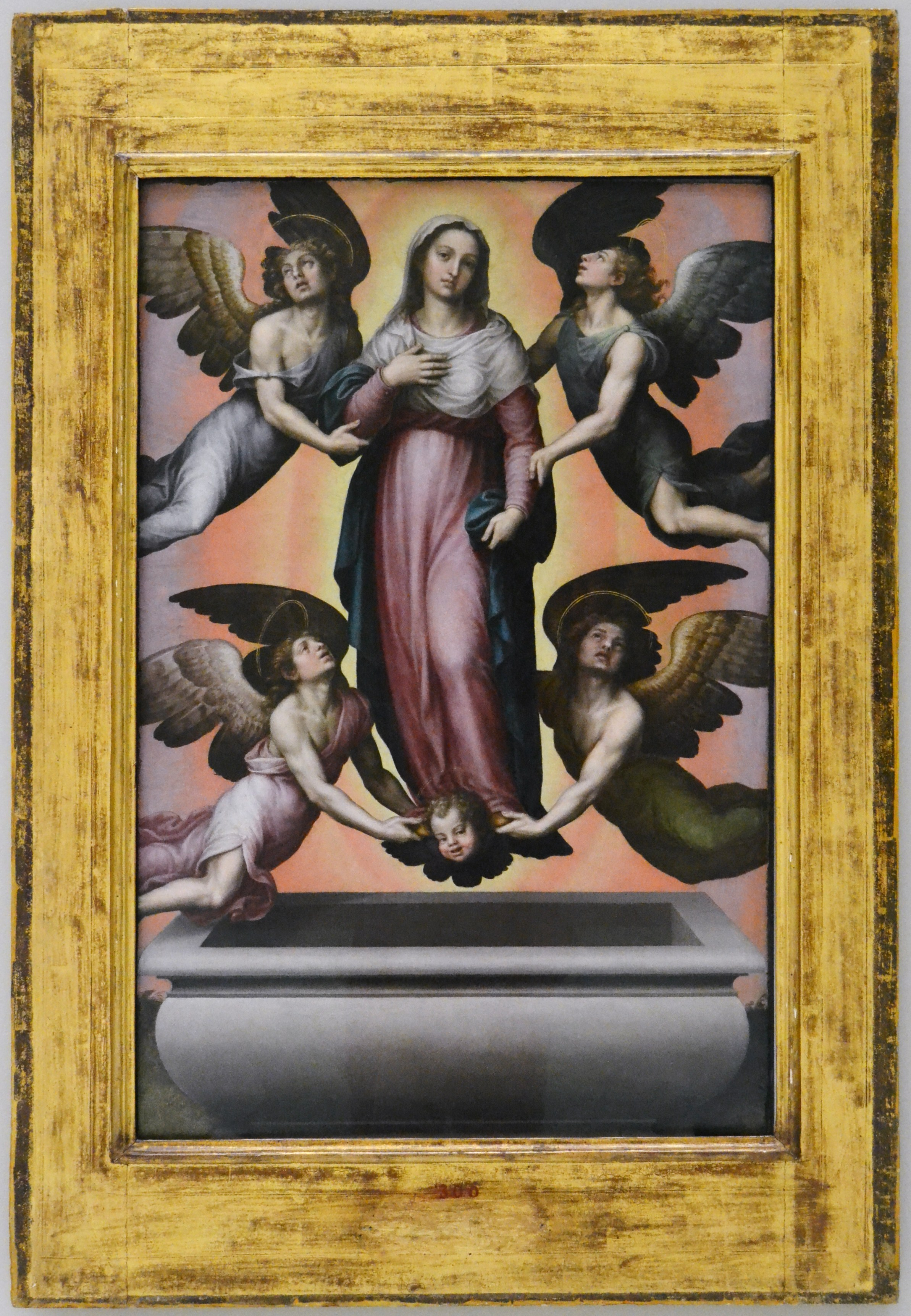
Asunción de María,, Juan de Juanes

Del renacimiento tardío, bajo la influencia de Rafael y Sebastiano del Piombo, destacan las obras idealizadas de Joan de Joanes, del flamenco Michel Coxcie o el italiano Tomás Peliguet. 
Bajo la influencia dejada por Leonardo da Vinci, destaca una obra de Giampietrino de 1540, y bajo la influencia de Miguel Ángel destaca la obra de Gaspar Becerra. 
Cabe citar al pintor de Amberes Marcellus Coffermans, cuya obra se desarrolló bajo la fuerte influencia de los primitivos flamencos.
Asimismo, hay obras de autores menos conocidos, dentro de la órbita de Juan de Juanes y de la herencia de Yánez de la Almedina, como Nicolás Borrás, Vicente Requena, Cristóbal Lloréns, Miguel del Prado o el conquense Martín Gómez el Viejo. 
Hay una obra de un retrato de Carlos de Borbón y Gonzaga, condestable de Francia, atribuido a Tiziano.
De la pintura manierista, destacan obras de El Greco, Luis de Morales, Miguel Joan Porta, Diogo de Contreiras, Hans von Aachen, Bartholomeus Spranger, Marten de Vos, Pablo Esquert o atribuciones como la de Giovanni Bizzelli. 
Asimismo, del manierismo tardío hay obras de Eugenio Cajés, Vicente Carducho y de su discípulo Francisco Fernández, ya entrados en el siglo XVII.

### El naturalismo: los inicios del barroco

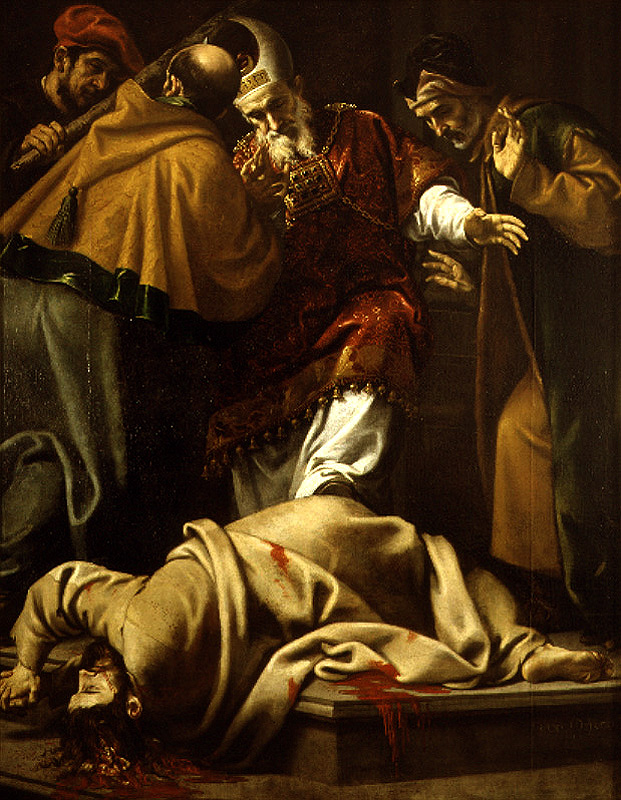
Martirio de Santiago el Menor, 1639, Pedro Orrente. Óleo sobre lienzo, 204,7 x 158,8 cm.

En contraposición al manierismo, en los inicios al naturalismo en la transición del siglo XVI y XVII, destaca el conjunto de obras de Juan de Sariñena.

#### El Tenebrismo
De la influencia dejada por Caravaggio y su estilo tenebrista, destacan dos importantes lienzos de su discípulo Mario Minniti. De Nápoles destaca la obra de José de Ribera, el Maestro del Anuncio a los Pastores, Andrea Vaccaro y la atribución de una obra a Massimo Stanzione, asimismo, hay una obra del pintor holandés Matthias Stom que desarrolló su pintura en Italia. Ya activos en Valencia, destacan Pedro de Orrente, Jerónimo Jacinto Espinosa o Francisco Ribalta, su colaborador Vicente Castelló o Vicente Salvador Gómez, y su discípulo Gregorio Bausá, junto con los hermanos March, Esteban March y Miguel March.

#### El Barroco pleno
En contraposición, frente al Caravaggismo, destaca la obra maestra "Cupido frenando al instinto" de 1620 del italiano Giovanni Baglione.
Del barroco destaca la obra maestra del autorretrato de Diego Velázquez o una obra del velazqueño Juan de Pareja, obras del barroco sevillano de Zurbarán,  Murillo, Alonso Cano, Juan de Valdés Leal o Pedro Núñez de Villavicencio, así como del napolitano, discípulo de José de Ribera, Luca Giordano. Del barroco flamenco destaca el Retrato ecuestre de Francisco de Moncada, III marqués de Aytona, de Anton van Dyck, así como obras de Pieter Brueghel el Joven, Pieter van Lint, Simon de Vos o del taller de Louis de Caulery. Asimismo, quedan representados los pintores genoveses Gian Battista Langheti y Orazio de Ferrari, así como el romano Ciro Ferri.

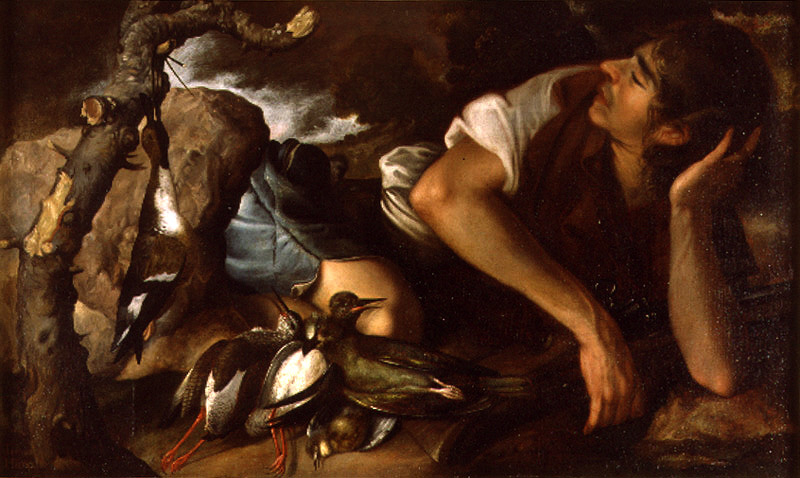
El cazador dormido,, Tomás Yepes.

Del género de bodegón destaca la obra maestra de Tomás Yepes y de Juan van der Hamen y León, del bodegón de flores destaca el pintor Juan de Arellano y los pintores flamencos Daniel Seghers, Bartholomeus Assteyn y Alexander Adriaenssen. También hay obras del napolitano Onofrio Loth.
Del género del paisaje destacan los pintores holandeses Jan van Goyen, Jan Frans van Bloemen y Egbert van der Poel, y el pintor francés del círculo de pintura romana Claude Joseph Vernet.
Del barroco tardío destacan las obras de los napolitanos Corrado Giaquinto, Francesco de Mura, Pietro Bardellino, Nicola Malinconico, Francesco Solimena o Paolo de Matteis. Asimismo hay obras del cordobés Antonio Palomino, de su colaborador Vicente Victoria y seguidor Evaristo Muñoz, así como de Gaspar de la Huerta.

### El neoclasicismo
Del neoclasicismo, destacan las figuras de Mariano Salvador Maella, José Camarón Boronat, José Vergara Gimeno o Francisco Bayeu, así como Domenico Corvi.
De la transición del siglo XVIII a la pintura moderna, ya en el siglo XIX destaca la figura de Francisco de Goya (Retrato de Joaquina Candado) y Asensio Juliá.

### Pinturas de los siglosXIXyXX
Obras de Vicente López Portaña (Retrato del general Narváez), Joaquín Mir, Benjamín Palencia, Jenaro Pérez Villaamil, Darío de Regoyos, Carlos de Haes, Federico de Madrazo, Raimundo de Madrazo, Leonardo Alenza, Aureliano de Beruete, Antonio Muñoz Degrain, Antonio María Esquivel, Valentín de Zubiaurre, Francisco Pradilla, Mariano Fortuny, Eduardo Rosales, Agustín Esteve, Ignacio Zuloaga, Santiago Rusiñol, Martín Rico, José Benlliure, Ignacio Pinazo, Joaquín Sorolla y Cecilio Plá y de los holandeses Jan H. Dasveldt y Jacob van Strij.

### Obras sobre papel
Tanto la colección de dibujos como de grabados, que superan los 10 000, permanecen normalmente guardadas debido a su fragilidad, pues requieren especiales condiciones de temperatura e iluminación. Aparte de consultas puntuales, tan solo se exhiben en exposiciones temporales. Destaca el enorme fondo de grabados de Giovanni Battista Piranesi, unos 880 que en su mayor parte fueron adquiridos en el mismo siglo XVIII.

### Arte contemporáneo, escultura, arqueología y artes decorativas
Dispone además de una interesante muestra de arte contemporáneo; un pabellón de escultura, con obras desde la Edad Media hasta el siglo XIX y una importante colección arqueológica, con piezas ibéricas, romanas e islámicas; además de albergar periódicas muestras temporales de artes plásticas; y objetos de época, entre ellos mobiliario, vidrios, cerámicas, textiles y piezas en metal.

## Donaciones y Legados
El Museo de Bellas Artes de Valencia ha recibido innumerables donaciones y legados a lo largo de toda su historia, entre las cuales destacan:
La donación del arquitecto Javier Goerlich Lleó y su esposa Trinidad Miquel Domingo, realizada en 1963, está formada por más de 130 piezas entre pinturas y esculturas. Alguna de las piezas más emblemáticas son la Madonna Virgen con el Niño Jesús y san Juan Bautista niño de Paolo de San Leocadio, así como la Crucifixión de Louis Caulery, y El Camino al Calvario de Simón de Vos, aunque también se encuentran obras de Francisco Domingo,  Peris Brell, Joaquín Sorolla, Mariano Benlliure, Eustaquio Segrelles, Ignacio Pinazo, Emilio Sala, Manuel Benedito Vives, José Navarro Llorens, Ricardo Verde Rubio, Francisco Pons Arnau, Tomás Murillo Ramos y Víctor Moya Calvo.
La donación de Josefa Gerstenhauer, realizada en 1973, se trata de la obra San Juan Evangelista del pintor tardorenacentista Cristóbal Llorens. 
La donación de Mercedes de la Cuadra Oliag, realizada en 2001, se trata de la obra Piedad del pintor renacentista Gaspar Becerra. 
La donación del historiador Pere Maria Orts i Bosch, realizada en 2004, está formada por más de 300 piezas entre pinturas, tapices, esculturas, muebles y piezas de cerámica. En cuanto a las obras pictóricas, estas van desde el siglo XIV hasta mediados del XX, contando con autores de la talla de Juan de Juanes, Ribalta, Luca Giordano, Bartolomé Esteban Murillo, Vicente López, Antonio Muñoz Degraín, Cecilio Pla, Ignacio Zuloaga y Joaquín Sorolla.
La donación de la empresa CEMEX, realizada en 2007, se trata de la obra Marina de Joaquín Sorolla. 
El legado de Hans Rudolf Gerstenmaier, realizado en 2021, está formado por 41 piezas barrocas entre pinturas y grabados de escuela flamenca. El legado consta de obras de Hendrick Goltzius, Jan Brueghel el Viejo y Gaspar Peeter Verbruggen resaltando La virgen de Cumberland de Pedro Pablo Rubens y taller así como la Adoración de los pastores de Marten de Vos.
La donación de dos obras de Pieter van Lint, pintor flamenco del siglo XVII, realizada por parte de la Asociación de Amigos del Museo de Bellas Artes de Valencia en el año 2021.
La donación del busto conocido como Retrato de José Ferrer Mangrina del año 1926 del escultor Ricardo Boix. La donación fue realizada en 2021 por María Teresa y Juan José Ferrer, nietos del esculpido.
La donación de una serie completa de Caprichos de Francisco de Goya de 1868. La donación ha sido realizada en 2022 por el catedrático Ángel López García-Molins.